# Grzegorz Karasiewicz
Grzegorz Karasiewicz (ur. 17 marca 1964) – profesor doktor habilitowany, profesor nadzwyczajny Uniwersytetu Warszawskiego.
Kierownik Katedry Marketingu na Wydziale Zarządzania Uniwersytetu Warszawskiego. W kadencji 2012–2016 pełnomocnik dziekana wydziału ds. studiów podyplomowych. W kadencji 2016–2020 kierownik jednostki dydaktycznej oraz prodziekan do spraw studenckich.
W kadencji 2020–2024 Dziekan Wydziału Zarządzania Uniwersytetu Warszawskiego.
Redaktor miesięcznika „Marketing i Rynek” od 1 września 2018 r.

## Przebieg kariery naukowej
W 1988 r. ukończył studia magisterskie na Uniwersytecie Warszawskim, zaś w 1995 r. na Harvard Business School. Tytuł doktora uzyskał w 1994 r. dzięki rozprawie na temat Strategii cenowych w gospodarce rynkowej. Stopień naukowy doktora habilitowanego uzyskał w 2001 roku.
Specjalizuje się w zagadnieniach budżetowania działalności marketingowej, oceny efektywności działań marketingowych oraz strategii marketingowych małych i średnich firm na rynkach zagranicznych oraz transformacjach w polskim handlu detalicznym.

### Działalność promotorska
W 2004 roku był promotorem pracy doktorskiej Moniki Skorek.

## Publikacje

### Książki
- Systemy dystrybucji artykułów rolno-spożywczych na rynku polskim. Diagnoza i koncepcja zmian, Wydawnictwa Naukowe Wydziału Zarządzania UW, Warszawa 2001;
- Modernizacja systemu dystrybucji produktów rolno-spożywczych w Polsce, rozdział w pracy zbiorowej pod red. T.Hunka: Dylematy polityki rolnej. Integracja polskiej wsi i rolnictwa z UE, FAPA, Warszawa 2000 (współautor: Szymanowski W.) (s. 146–170);
- Handel krajowy produktami rolno-spożywczymi, rozdział w pracy zbiorowej: Identyfikacja priorytetów w modernizacji sektora rolno-spożywczego w Polsce, FAPA, Warszawa 1998 (współautor: Szymanowski W.) (s. 403–521);
- Marketingowe strategie cen, PWE, Warszawa 1997;
- Zarządzanie marketingowe, rozdział w pracy zbiorowej: Zarządzanie, Wyd. Centrum Prywatyzacji, Warszawa 1995 (współautorzy: Podstawka K., Trojanowski M.);
- Marketing, Wyd. Centrum Kształcenia Menedżerów, Warszawa 1995 (współautor: Głowacki R.).

### Wybrane artykuły
- Pomiar efektywności strategii marketingowej – kluczowe problemy, „Problemy Zarządzania” Vol. 16, 2007 nr 2, s. 9–36.
- Efektywność działań marketingowych a marketingowa marża brutto, [w:] Ekspansja czy regres marketingu?, pod red. E. Duliniec, L. Garbarski, J. Mazur, M. Strzyżewska, W. Wrzosek, PWE, Warszawa 2006 (współautorzy: Skorek M., Wilczak A.) (s. 253–259);
- Plan marketingowy dla leków etycznych – struktura i specyfika, „Problemy Zarządzania” Vol. 12, 2006 nr 2 (współautor Podstawka K.) (s. 140–153)
- Typologia strategii marketingowych małych i średnich przedsiębiorstw na rynkach europejskich, [w:] „Strategie marketingowe podmiotów w regionie” pod red. J. Karwowskiego, Wyd. Uniwersytetu Szczecińskiego, Szczecin 2006 (współautor K. Podstawka) (s. 47–56).
- Rynek badań marketingowych – perspektywa europejska, [w:] „Badania marketingowe w przestrzeni europejskiej” pod red. K. Mazurek-Łopacińska, Prace naukowe Akademii Ekonomicznej im Oskara Langego we Wrocławiu, Nr 1107, Wrocław 2006 Akademia Ekonomiczna we Wrocławiu, 2006 (współautor Skorek M.) (s. 109–117).
- Marketing wewnętrzny w placówkach medycznych – znaczenie i pomiar, [w:] „Ochrona zdrowia. Wizerunek, marketing, rynek”, pod red. G. Karasiewicza, Wydawnictwo Instytutu Przedsiębiorczości i Samorządności, Warszawa 2006 (współautorzy Skorek M., Wykrytowicz J.) (s. 109–121);
- Ocena atrakcyjności gminy jako produktu marketingowego, [w:] „Marketing terytorialny. Możliwości aplikacji, kierunki rozwoju”, pod red. H. Szulce, M. Florek, Wyd. Akademii Ekonomicznej w Poznaniu, Poznań 2005 (współautor Pasieczny J.) (s. 217–223);
- Ocena atrakcyjności rynków zagranicznych przez małe i średnie przedsiębiorstwa, [w:] Polski konsument i przedsiębiorstwo na jednolitym europejskim rynku, pod red. J. Karwowski, Wyd. Uniwersytetu Szczecińskiego, Szczecin 2005 (współautor Lemanowicz M.), (s. 205–212);
- Determinanty decyzji cenowych w przedsiębiorstwach polskich, [w:] Efektywność zarządzania marketingowego, pod red. M. Adamowicza, Wyd. SGGW, Warszawa 2005 (s. 286–297);
- Wybór strategii marketingowej a marketingowa marża brutto, [w:] „Innowacje w marketingu. Młodzi o marketingu III”, Wyd. Instytut Handlu Zagranicznego Uniwersytet Gdański, Sopot 2005 (s. 232–247).
- Strategie małych i średnich firm na rynkach zagranicznych, „Folia Oeconomica „195, Łódź 2005 (s. 35–49);
- Procedury tworzenia budżetu marketingowego – teoria i praktyka, referat na konferencję „Kontrowersje wokół marketingu w Polsce – tożsamość, etyka, przyszłość, Warszawa 17–18 listopada 2004;
- Strategie małych i średnich firm na rynkach zagranicznych, referat na konferencję „Rola nauk zarządzania w kreowaniu społeczeństwa opartego na wiedzy, Łódź 17–18 września 2004;
- Organizacja decyzji cenowych w polskich firmach, [w:] „Marketing – Handel – Konsument w globalnym społeczeństwie informacyjnym” pod red. B. Gregor, „Folia Oeconomica „179, Łódź 2004, tom 1 (s. 343–349)
- Determinanty decyzji cenowych w przedsiębiorstwach polskich, referat na konferencję SGGW, Warszawa 2004.
- Regiony w Polsce – procesy niezrównoważonego wzrostu, [w:] „Partnerstwo w regionie”, pod red. J. Karwowski, Wyd. Uniwersytetu Szczecińskiego, Szczecin 2004 (współautor Pasieczny J.) (s. 139–148);
- Budżet marketingowy – części składowe i determinanty, [w:] „Finansowanie rozwoju organizacji gospodarczych”, pod red. J. Turyna, W. Szczęsny, Difin, Warszawa 2004 (s. 468–479).
- Bariery rozwoju grup produkcyjno-marketingowych w sektorze rolnym w Polsce, [w:] „Innowacje w marketingu. Młodzi o marketingu”, Wyd. Instytut Handlu Zagranicznego Uniwersytet Gdański, Sopot 2003 (współautor Taraszewska D.) (s. 384–400);
- Pozycjonowanie cenowe, „Marketing w Praktyce” 8/2003 (s. 49–53);
- Pozycjonowanie cenowe, Wydział Zarządzania UW, Working Paper Nr 03-010, Warszawa 2003;
- Modelowanie ceny przetargowej, „Manager” nr 5 (68) maj 2003 (s. 42–46);
- Strategia marketingowa bazująca na lojalności nabywców, [w:] Gospodarka i przedsiębiorstwo – nowe tendencje w zarządzaniu. Księga Jubileuszowa, Wydawnictwo Naukowe Wydziału Zarządzania, Warszawa 2003 (s. 247–255).
- Możliwości i ograniczenia współpracy producentów rolnych w ramach grup produkcyjno-marketingowych w Polsce, [w:] „Marketing w strategiach rozwoju sektora rolno-spożywczego”, Wydawnictwo SGGW, Warszawa 2003 (współautor Taraszewska D.) (s. 392–403);
- Utrapienia marketingu bezpośredniego, „Marketing w Praktyce” 9/2002 (współautor Trojanowski M.) (s. 49–52);
- Grupy produkcyjno-marketingowe na rynkach owocowo-warzywnych w Polsce. Szanse i bariery, w ramach projektu badawczego KBN (prof. dr hab. T. Hunek – kierownik badań) „Formujący się post-transformacyjny model wsi i rolnictwa w Polsce: tendencje, perspektywy, opcje polityki”;
- W kierunku zintegrowanej komunikacji marketingowej, [w:] „Innowacje w marketingu. Młodzi o marketingu”, Wyd. Instytut Handlu Zagranicznego Uniwersytet Gdański, Sopot 2001 (s. 195–206).
- Kanibalizacja pod kontrolą, „Marketing w Praktyce”, 6/2001 (s. 36–41);
- Kanibalizacja marketingowa, „Marketing w Praktyce”, 5/2001 (s. 11–15);
- Ocena sprawności systemu dystrybucji na wybranych rynkach artykułów rolno-spożywczych w Polsce w latach dziewięćdziesiątych, „Ekonomika i Organizacja Gospodarki Żywnościowej”, 2000, nr 40 (współautor: Szymanowski W.);
- Kierunki modernizacji systemu dystrybucji produktów zbożowych w Polsce, „Ekonomika i Organizacja Gospodarki Żywnościowej”, 2000, nr 38 (współautor: Szymanowski W.) (s. 65–80);
- Struktura funkcjonalna systemu dystrybucji (na przykładzie rynków rolno-spożywczych w Polsce) – referat na Kongres Marketingu (Jelenia Góra 24–27 września 2000 r.), [w:] Marketing – przełom wieku. Paradygmaty i zastosowania, Wyd. Akademii Ekonomicznej im. O. Langiego we Wrocławiu, Wrocław 2000 (s. 245–255).